# Віджай Прашад
Віджай Прашад (14 серпня 1967 , Колката ) — індійський історик, письменник, журналіст, політичний оглядач і марксистський інтелектуал. Прашад є виконавчим директором Інституту соціальних досліджень «Tricontinental», редактором LeftWord Books, головним кореспондентом у Globetrotter та старшим нерезидентним науковим співробітником Інституту фінансових досліджень Chongyang Університету Реньмінь в Китаї. 
Ідеологічний марксист, Прашад відомий своєю критикою капіталізму, неоколоніалізму, імперіалізму.
З 1996 по 2017 рік Прашад був завідувачем факультету історії Південної Азії Джорджа та Марти Келлнер і професором міжнародних досліджень у Трініті-коледжі в Гартфорді, штат Коннектикут, Сполучені Штати. Нині він є членом консультативної ради Кампанії США за академічний і культурний бойкот Ізраїлю і співзасновник Форуму індійських лівих (FOIL).
Прашад робив репортажі та політичні коментарі для низки видань, включаючи Monthly Review, The Nation і Salon.